# AMC Pacer
La AMC Pacer è un'autovettura compact prodotta dalla AMC dal 1975 al 3 dicembre 1979.

## Storia
La fase progettuale che portò alla nascita della Pacer iniziò nel 1971. Il modello venne dotato di forme arrotondate e di una vasta vetratura, e questo era in contrasto con il design squadrato dell'epoca. Nonostante appartenesse alla categoria delle compact, la larghezza della Pacer era paragonabile a quella delle vetture full-size prodotte nel periodo. Fu inoltre la prima vettura statunitense prodotta in massa a essere dotata di cabina bassa. La linea arrotondata e aerodinamica ricordava lo stile in voga all'epoca, che era chiamato "jelly belly". La vettura è stata assemblata a Kenosha (Wisconsin) e a Città del Messico. Nello specifico, in Messico, fu prodotta dalla Vehículos Automotores Mexicanos.

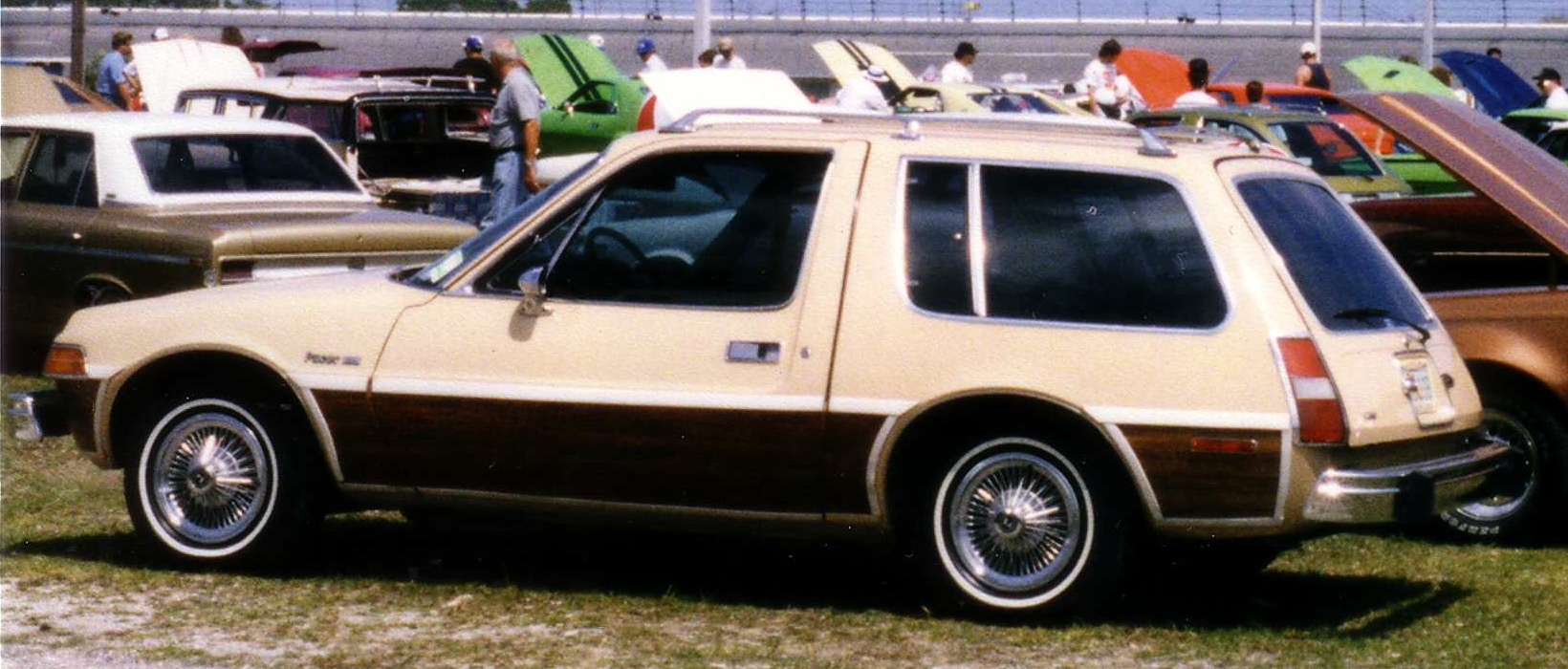
La versione familiare

L'offerta dei motori comprendeva dei sei cilindri in linea aventi una cilindrata da 3,8 L, 4,2 L e 4,6 L (quest'ultimo era però offerto solo in Messico) e un V8 da 5 L. Il motore era montato anteriormente, mentre la trazione era posteriore. L'offerta dei cambi comprendeva una trasmissione automatica a tre rapporti oppure un cambio manuale a tre o quattro marce. Il cambio manuale a tre marce era disponibile anche con l'overdrive. Il modello era offerto in versione hatchback due porte e familiare due porte.
Una curiosa particolarità riguardava la larghezza delle porte, quella del passeggero era più larga (di 101 mm) per facilitare l'entrata e l'uscita di chi si sedeva sui sedili posteriori.